# Йоган Вільгельм ван Лансберґе
Йоган Вільгельм ван Лансберґе (нід. Johan Wilhelm van Lansberge; 13 листопада 1830 — 17 грудня 1903) — сорок дев'ятий генерал-губернатор Голландської Ост-Індії.

## Біографія

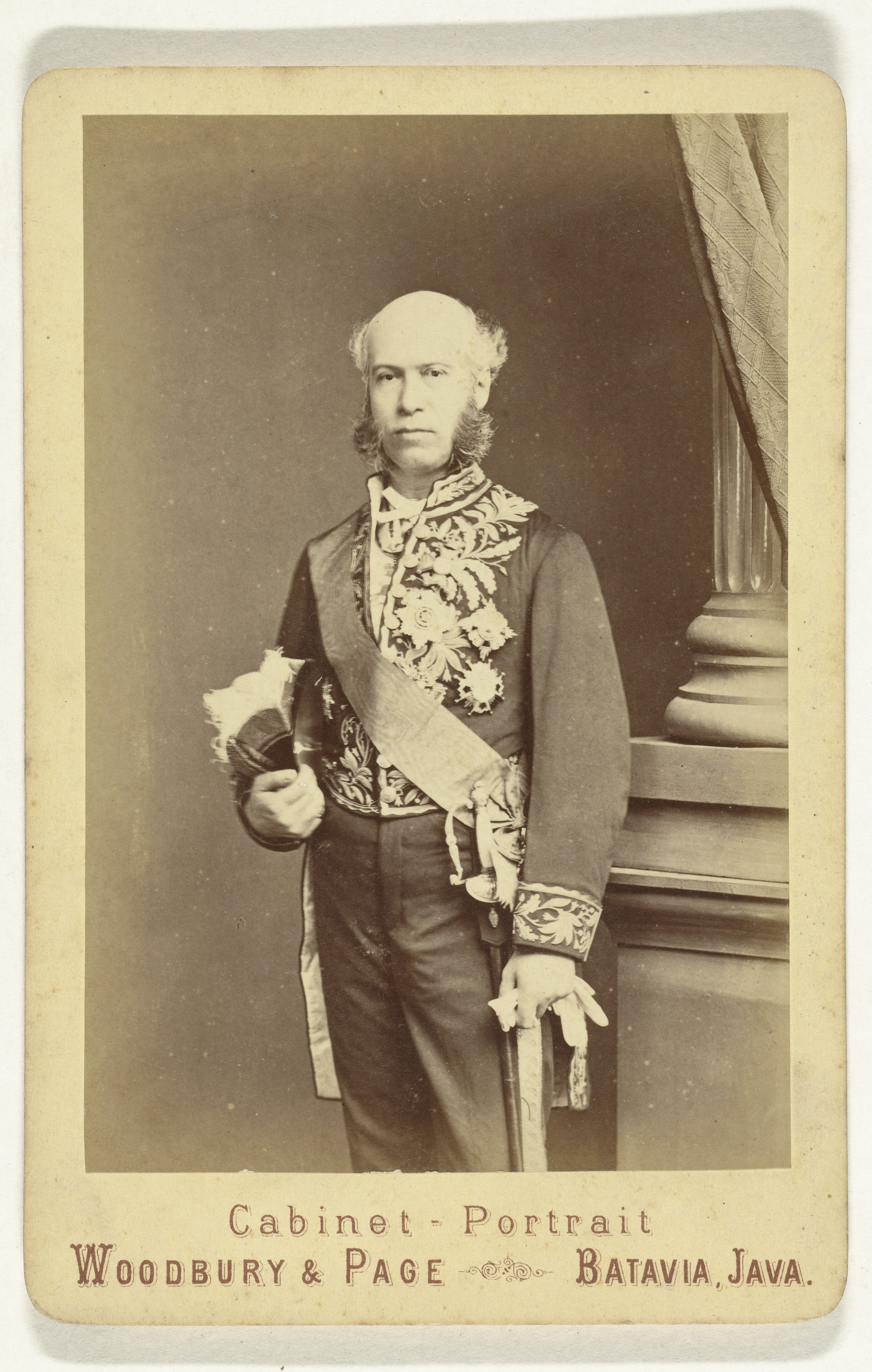
Йохана Вільгельма ван Лансберге.

Йоган Вільгельм ван Лансберґе був сином губернатора Суринаму Рейнхарта Франса ван Лансберге (1804-1873) і Вікторії Марії Родрігес Ескобар (1806-1880). Він вчився в гімназії у Зютфені і вивчав право в Лейденському університеті з 1848 по 1854 рік. 
З 1856 року займав низку дипломатичник посад, в тому числі у Парижі, Мадриді, Санкт-Петербурзі і Брюсселі. У 1874 році він брав участь в Брюссельській конференції, метою якої була кодифікація законів і звичаїв війни.
У 1875 році ван Лансберґе був призначений генерал-губернатором Голландської Ост-Індії. Це був складний період: крім Ачехської війни, ван Лансберґе проводив військову кампанію на Целебесі, а також проти батаків на Суматрі. Війна потребувала багато коштів. За керівництва ван Лансберге була побудована низка навчальних закладів. Він продовжував викорінювати рабство, яке було офіційно скасоване в 1860 році. 
Йоган Вільгельм ван Лансберґе цікавився ентомологією, написав декілька наукових праць. Він помер 17 грудня 1903 у французькому місті Ментона.

## Наукові праці
- 1883. Révision des Onthophagus de l’Archipel Indo-Néerlandais, avec descriptions des espèces nouvelles. Notes from the Leyden Museum. 5 (1): 41-82
- 1884. Catalogue des prionides de l’Archipel Indo-Néerlandais, avec descriptions des espèces nouvelles. Notes from the Leyden Museum. 6:135–160.
- 1886. Scarabaeides, Buprestides et Cérambycides de l'Afrique occidentale, envoyés au Musée de Leyde par MM. Veth et Van der Kellen. Notes from the Leyden Museum 8: 69–120 .
- 1886. Description d’un Cérambycide de Sumatra, appartenant à un genre nouveau de la tribu des Disténides. Notes from the Leyden Museum. 8:35–36.